# Братко Іван Володимирович
Іван Володимирович Братко 5 серпня 1968, Перв'ятичі Сокальського району Львівської області — майстер гончарства, скульптор і живописець. Член НСМНМУ з 1994 р. Першим став випалювати скульптури способом чорнодимленої кераміки.

## Біографія
Народився 5 серпня 1968 р. у селі Перв'ятичі Сокальського району Львівської області.
1985 року закінчив середню школу № 1 в Сокалі, 1989 року — художню школу в Червонограді, а 1993-го — гончарську школу в Гавареччині у Мар'яна Бакусевича.
Працював художником-оформлювачем ТОВ «Надра» в Червонограді.
Учасник обласних, всеукраїнських та міжнародних виставок. Найважливіші з них:
- музей Подолу (Київ, 1993 р.),
- музей українського народного мистецтва «Лавра»(Київ, 1994 р.),
- Інститут журналістики (Київ, 1994 р.),
- галерея «Шпак» (Краків, Польща, 1994 р.),
- виставка до 100-річчя української еміграції (Торонто, Канада).

З кінця 1990-х років Іван Братко проживає у Лівінґстоні, США. Працює у власній майстерні, творить скульптури, гончарні вироби та картини. Також має арт-студію, в якій навчає ліпити та малювати.